# Ngã Bảy (phường)
Ngã Bảy là một phường thuộc thành phố Cần Thơ, Việt Nam.

## Địa lý
Phường Ngã Bảy có vị trí địa lý:
- Phía đông giáp xã Đại Hải
- Phía tây giáp xã Phụng Hiệp
- Phía nam giáp xã Hiệp Hưng và xã Tân Phước Hưng
- Phía bắc giáp phường Đại Thành.

Phường Ngã Bảy có diện tích 25,17 km², dân số năm 2024 là 37.861 người, mật độ dân số đạt 0 người/km².

## Lịch sử
Ngày 1 tháng 1 năm 1903, thành lập làng Phụng Hiệp trên cơ sở các làng Phụng Sơn, Phụng Tường, Tân Hiệp thuộc tổng Định Hòa, tỉnh Cần Thơ và có địa giới hành chính:
- Phía đông giáp làng Phú Hữu
- Phía tây giáp các làng Tân Lập, Mỹ Phước, Hiệp Mỹ, Đại Hưng
- Phía nam giáp làng Ba Trinh, Kế Sách, Sóc Trăng
- Phía bắc giáp Trường Thạnh Sơn.

Năm 1913, làng Phụng Hiệp thuộc tổng Định Hòa, quận Rạch Ròi.
Năm 1915, thành lập quận Phụng Hiệp trên cơ sở giải thể quận Rạch Ròi và quận lỵ là trung tâm Ngã Bảy thuộc làng Phụng Hiệp.
Trong thời kỳ chống Mỹ, làng Phụng Hiệp có các ấp: Châu Thành, Cái Côn, Xẻo Vong,... và phía cách mạng một số ấp của xã Đại Thành, xã Phụng Hiệp được gọi là thị trấn Phụng Hiệp thuộc quận Phụng Hiệp.
Sau ngày 30 tháng 4 năm 1975, xã Phụng Hiệp trở thành thị trấn Phụng Hiệp – thị trấn huyện lỵ của huyện Phụng Hiệp đến năm 2005. Theo đó, phân chia lại hành chính của thị trấn Phụng Hiệp:
- Điều chỉnh một phần diện tích đất vành đai cho xã Đại Thành.
- Thị trấn Phụng Hiệp có 3 ấp: Châu Thành A (khu vực chợ - khu vực trung tâm Ngã Bảy), Châu Thành B (khu vực Cầu Đen - Doi Đình), Châu Thành C (khu vực Doi Cát đến chùa Giác Long).
- Phần còn lại thuộc xã Phụng Hiệp.

Ngày 20 tháng 9 năm 1975, Bộ Chính trị ban hành Nghị quyết số 245-NQ/TW về việc hợp nhất tỉnh Cần Thơ (ngoại trừ huyện Thốt Nốt), tỉnh Sóc Trăng, tỉnh Trà Vinh, tỉnh Vĩnh Long thành một tỉnh, tên gọi tỉnh mới cùng với nơi đặt tỉnh lỵ sẽ do địa phương đề nghị lên.
Ngày 20 tháng 12 năm 1975, Bộ Chính trị ban hành Nghị quyết số 19/NQ về việc hợp nhất tỉnh Cần Thơ (bao gồm cả huyện Thốt Nốt của tỉnh Long Xuyên), tỉnh Sóc Trăng thành một tỉnh mới, tên gọi tỉnh mới cùng với nơi đặt tỉnh lỵ sẽ do địa phương đề nghị lên.
Ngày 24 tháng 2 năm 1976, Chính phủ Cách mạng lâm thời Cộng hòa miền Nam Việt Nam ban hành Nghị định số 3/NQ/1976 về việc hợp nhất tỉnh Cần Thơ, tỉnh Sóc Trăng và thành phố Cần Thơ thành một tỉnh mới, lấy tên là tỉnh Hậu Giang.
Ngày 26 tháng 12 năm 1991, Quốc hội ban hành Nghị quyết về việc chia tỉnh Hậu Giang thành tỉnh Cần Thơ và tỉnh Sóc Trăng.
Ngày 26 tháng 11 năm 2003, Quốc hội ban hành Nghị quyết số 22/2003/QH11 về việc chia tỉnh Cần Thơ thành thành phố Cần Thơ trực thuộc trung ương và tỉnh Hậu Giang.
Ngày 24 tháng 1 năm 2005, Bộ Xây dựng ban hành Quyết định số 94/QĐ-BXD về việc công nhận thị trấn Phụng Hiệp thuộc huyện Phụng Hiệp là đô thị loại IV.
Ngày 26 tháng 7 năm 2005, Chính phủ ban hành Nghị định số 98/2005/NĐ-CP về việc:
- Thành lập thị xã Tân Hiệp thuộc tỉnh Hậu Giang.
- Chuyển toàn bộ 1,404,17 ha diện tích tự nhiên và 24.756 nhân khẩu của thị trấn Phụng Hiệp thuộc huyện Phụng Hiệp về thị xã Tân Hiệp mới thành lập.[17]
- Thành lập phường Hiệp Thành thuộc thị xã Tân Hiệp trên cơ sở 828,57 ha diện tích tự nhiên và 8.632 nhân khẩu của thị trấn Phụng Hiệp; 296,61 ha diện tích tự nhiên và 1.917 nhân khẩu của xã Đại Thành; 100 ha diện tích tự nhiên và 500 nhân khẩu của xã Tân Phước Hưng thuộc huyện Phụng Hiệp.
- Thành lập phường Lái Hiếu thuộc thị xã Tân Hiệp trên cơ sở 357,99 ha diện tích tự nhiên và 7.160 nhân khẩu của thị trấn Phụng Hiệp; 338,38 ha diện tích tự nhiên và 1.996 nhân khẩu của xã Phụng Hiệp; 120 ha diện tích tự nhiên và 670 nhân khẩu của xã Tân Phước Hưng thuộc huyện Phụng Hiệp.
- Thành lập phường Ngã Bảy thuộc thị xã Tân Hiệp trên cơ sở 217,61 ha diện tích tự nhiên và 8.964 nhân khẩu của thị trấn Phụng Hiệp; 78,65 ha diện tích tự nhiên và 1.500 nhân khẩu của xã Phụng Hiệp; 176,69 ha diện tích tự nhiên và 3.100 nhân khẩu của xã Đại Thành thuộc huyện Phụng Hiệp.

Sau khi điều chỉnh địa giới hành chính:
- Phường Hiệp Thành có 1.225,18 ha diện tích tự nhiên và 11.049 nhân khẩu.
- Phường Lái Hiếu có 816,37 ha diện tích tự nhiên và 9.826 nhân khẩu.
- Phường Ngã Bảy có 472,95 ha và 13.564 nhân khẩu.

Ngày 27 tháng 10 năm 2006, Chính phủ ban hành Nghị định số 124/2006/NĐ-CP về việc:
- Đổi tên thị xã Tân Hiệp thành thị xã Ngã Bảy, tỉnh Hậu Giang.
- Các phường Hiệp Thành, Lái Hiếu, Ngã Bảy thuộc thị xã Ngã Bảy.

Ngày 11 tháng 7 năm 2019, HĐND tỉnh Hậu Giang ban hành Nghị quyết số 11/2019/NQ-HĐND về việc sáp nhập khu vực VIII thuộc phường Hiệp Thành vào khu vực VII.
Ngày 10 tháng 1 năm 2020, Ủy ban Thường vụ Quốc hội ban hành Nghị quyết số 869/NQ-UBTVQH14 về việc:
- Thành lập thành phố Ngã Bảy thuộc tỉnh Hậu Giang.
- Các phường Hiệp Thành, Lái Hiếu, Ngã Bảy trực thuộc thành phố Ngã Bảy.

Tính đến ngày 31/12/2024:
- Phường Hiệp Thành có 7 khu vực: I, II, III, IV, V, VI, VII.
- Phường Lái Hiếu có 6 khu vực: I, II, III, IV, V, VI.
- Phường Ngã Bảy có 6 khu vực: I, II, III, V, VI, VII.

Ngày 12 tháng 6 năm 2025, Quốc hội ban hành Nghị quyết số 202/2025/QH15 về việc sắp xếp đơn vị hành chính cấp tỉnh (nghị quyết có hiệu lực từ ngày 12 tháng 6 năm 2025). Theo đó, sáp nhập tỉnh Hậu Giang và tỉnh Sóc Trăng vào thành phố Cần Thơ.
Ngày 16 tháng 6 năm 2025:
- Quốc hội ban hành Nghị quyết số 203/2025/QH15[22] về việc Sửa đổi, bổ sung một số điều của Hiến pháp nước Cộng hòa xã hội chủ nghĩa Việt Nam. Theo đó, kết thúc hoạt động của đơn vị hành chính cấp huyện trong cả nước từ ngày 1 tháng 7 năm 2025.
- Ủy ban Thường vụ Quốc hội ban hành Nghị quyết số 1668/NQ-UBTVQH15[23] về việc sắp xếp các đơn vị hành chính cấp xã của thành phố Cần Thơ năm 2025 (nghị quyết có hiệu lực từ ngày 16 tháng 6 năm 2025). Theo đó, sáp nhập toàn bộ 11,49 km² diện tích tự nhiên, quy mô dân số là 13.482 người của phường Hiệp Thành và toàn bộ 10,05 km² diện tích tự nhiên, quy mô dân số là 11.242 người của phường Lái Hiếu vào toàn bộ 3,63 km² diện tích tự nhiên, quy mô dân số là 13.137 người của phường Ngã Bảy thuộc thành phố Ngã Bảy, tỉnh Hậu Giang.

Phường Ngã Bảy có 25,17 km² diện tích tự nhiên và quy mô dân số là 37.861 người.